# Cedercreutz
Cedercreutz (uttal [ˈseːdærkrøi̯ts]) är en svensk friherrlig adelsätt, representerad i Sverige och Finland. Med sina två grenar förenade genom mödernet har ätten en historia som sträcker sig över de två tidigare rikshalvorna. Ursprunget går tillbaka till Laurentius Johannis Folkernius, en lektor och kyrkoherde, samt hans hustru Anna Salbergia. Det var genom deras son Jonas Folkern, senare adlad Cedercreutz, som ätten förgrenade sig.

## Historia
Ätten består av två grenar, besläktade på mödernet, men den adopterade grenen, som har samma ursprung som ätten Tersmeden, fortlevde inte på svärdssidan. Ättens stamfader är Laurentius Joannis Folkernius som var lektor vid gymnasiet i Västerås och sedan kyrkoherde i Svärdsjö socken och Stora Tuna socken. Hans hustru var Anna Salbergia. Deras son Jonas Folkern (1661–1727) var brukspatron på Ludvika bruk och lagman i Närke samt blev så småningom landshövding i Västmanlands län. Hans andra hustru av tre, Christina Börstelia, var dotter till kyrkoherden Laurentius Börstelius och Regina Elbfass, och hade tidigare varit gift med brukspatronen Reinhold Tersmeden på Larsbo. Jonas Folkern adlades år 1711 i Turkiet med namnet Cedercreutz jämte fem av sina styvbarn Tersmeden som då antog styvfaderns namn. År 1719 upphöjdes ätten till friherrlig och introducerades på nummer 143 varmed den adliga ätten blev utgången.
Den adopterade grenen fortlevde endast i en generation och i endast två led. Herman Tersmeden, nobil. Cedercreutz upphöjdes till greve 1752 dock utan att han introducerades på den värdigheten. Han fick en dotter varmed hans ättegren slöts. Hans bror Reinhold fick en son som dog späd, varmed den tersmedska grenen slocknade.
Jonas Folkern Cedercreutz ättegren fortlevde med en son ur andra äktenskapet med Christina Börstelia, kammarherren och brukspatronen Carl Gustaf Cedercreutz till Ludvika som var gift med en dotter till brukspatronen Jean De Geer till Godegård. Alla senare ättlingar härstammar från deras son överjägmästaren Johan Axel Cedercreutz, brukspatron på Ludvika. Hans hustru, Sara Gustafva von Ehrenheim var dotter till brukspatronen i Malingsbo Carl Gustaf von Ehrenheim och Sara Regina Tersmeden, vars mor i sin tur, Elisabeth Gangia var en av Stormor i Daloms ättlingar. En gren flyttade till Finland, där ätten 1818 immatrikulerades på nummer 6 bland friherrar. I Sverige blev ätten utgången på svärdssidan 1871, men en gren av den finländska ätten överflyttade till Sverige och återvann representationsrätt på Sveriges riddarhus 1950.
Ätten köpte Ludvika bruk av kronan och ägde det mellan 1726 och 1823, då 6/7 såldes till brukspatron Wetterdal och återstoden till andra intressenter. Ludvika bruk var Sveriges största järnverk under Cedercreutz. Kjuloholm i Finland har varit i ättens ägo sedan 1746.
Offentlig statistik tillgänglig i september 2017 uppgav att 1 person med namnet Cedercreutz var bosatt i Sverige och 26 levande personer med namnet var registrerade i Finland.

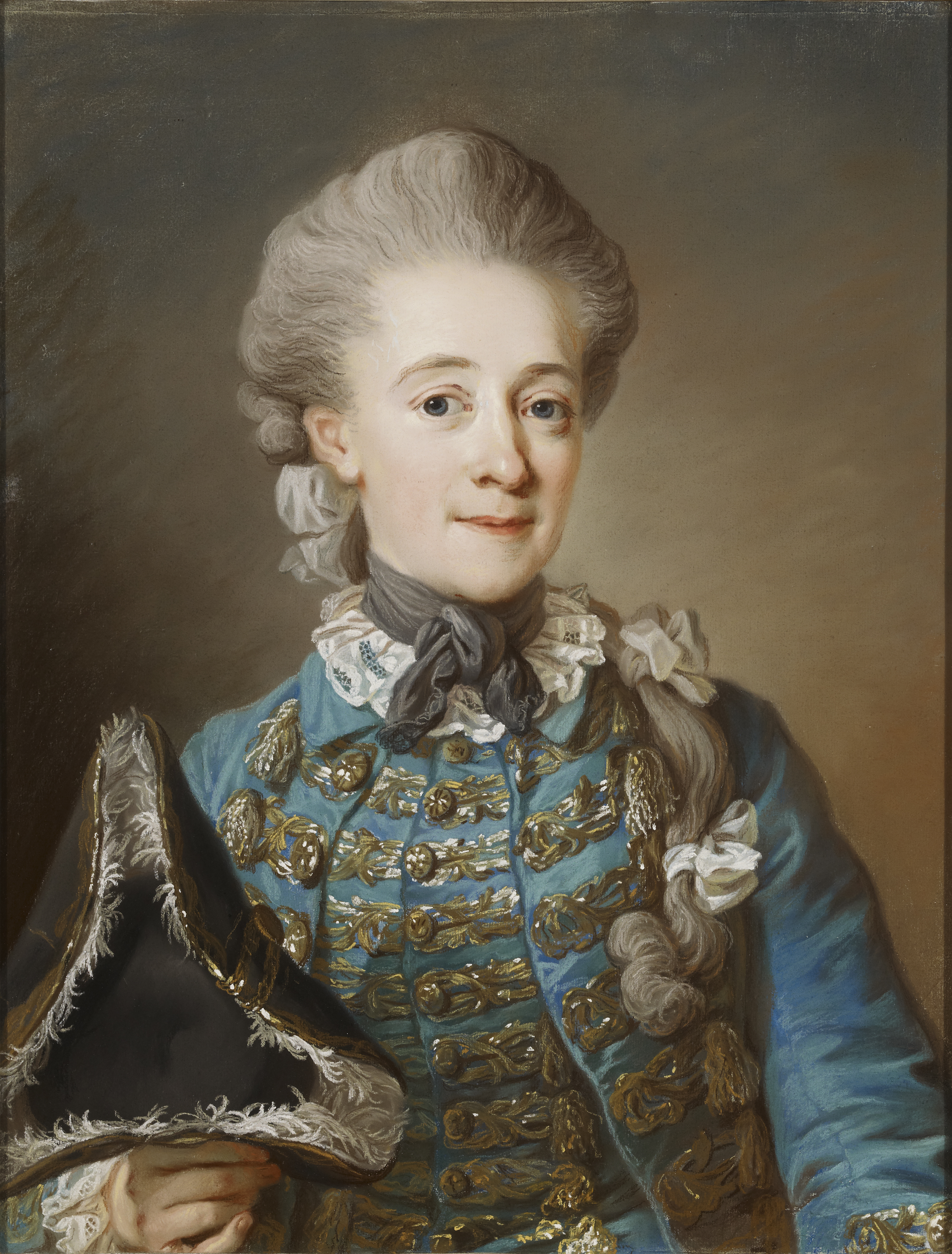
Ulrica Fredrika Cedercreutz, dotter till Lars Cedercreutz.

## Personer med namnet

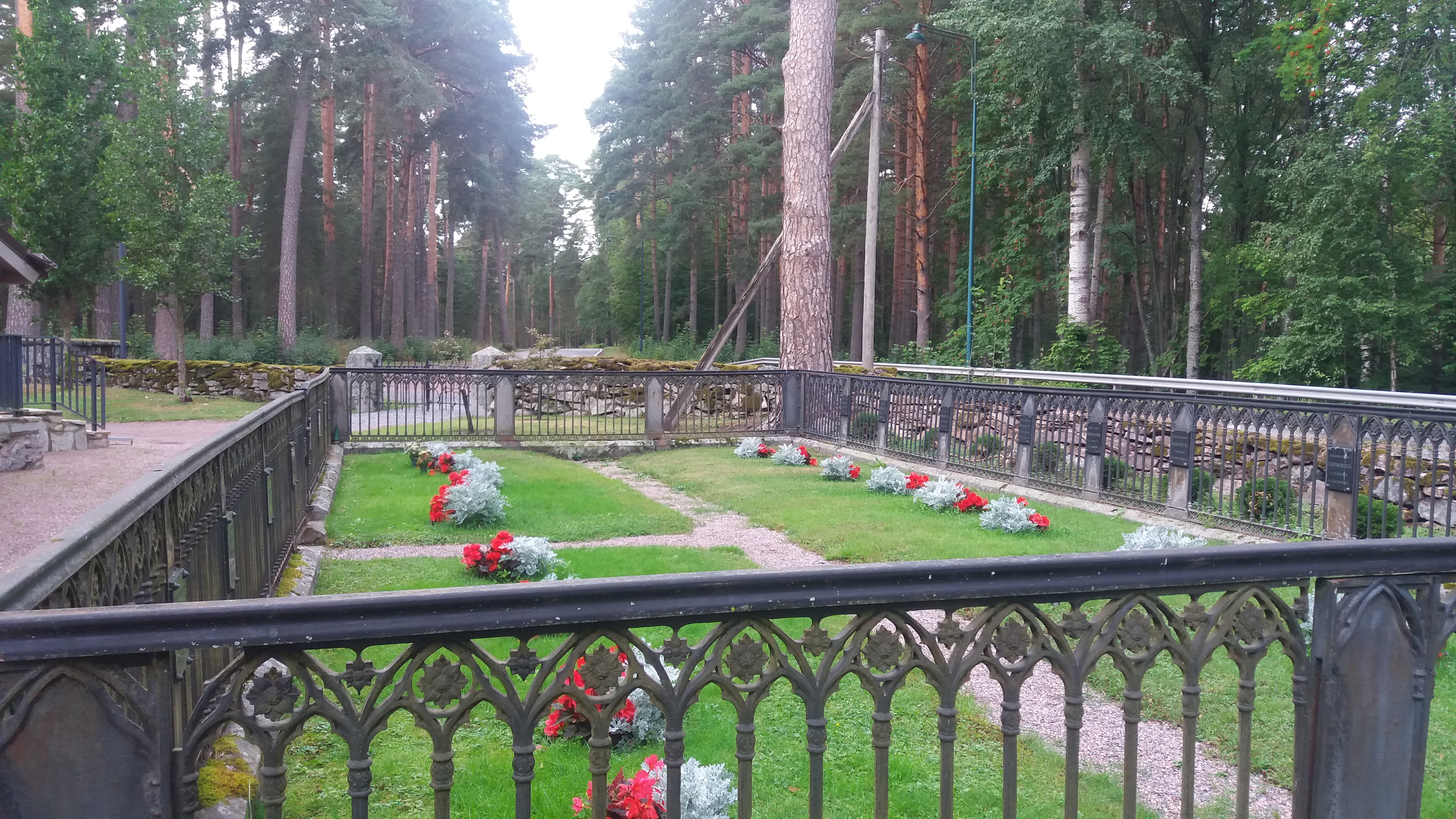
Cedercreutz släktgrav vid Kjulo kyrka.

### Alfabetiskt ordnade
- Axel Cedercreutz (1873–1946), finländsk hudläkare professor
- Axel Wilhelm Cedercreutz (1708–1737), äventyrare
- Camilla Cedercreutz (född 1993), finländsk seglare
- Claës Cedercreutz (1917–1991), finländsk kirurg
- Charlotta Cedercreutz (1736–1815), svensk konstnär och hovdam
- Emil Cedercreutz (1879–1949), finländsk skulptör och silhuettklippare
- Herman Cedercreutz (1684–1754), född Tersmeden, ambassadör, riksråd, greve
- Johan Axel Cedercreutz (1801–1863), finländsk generalmajor och guvernör
- Jonas Cedercreutz, flera personer
  - Jonas Cedercreutz (arkitekt) (1914–1991), finländsk arkitekt
  - Jonas Cedercreutz (ämbetsman) (1661–1727), lagman, landshövding
- Nanny Cedercreutz (1866–1950), finländsk författare

### Kronologiskt ordnade

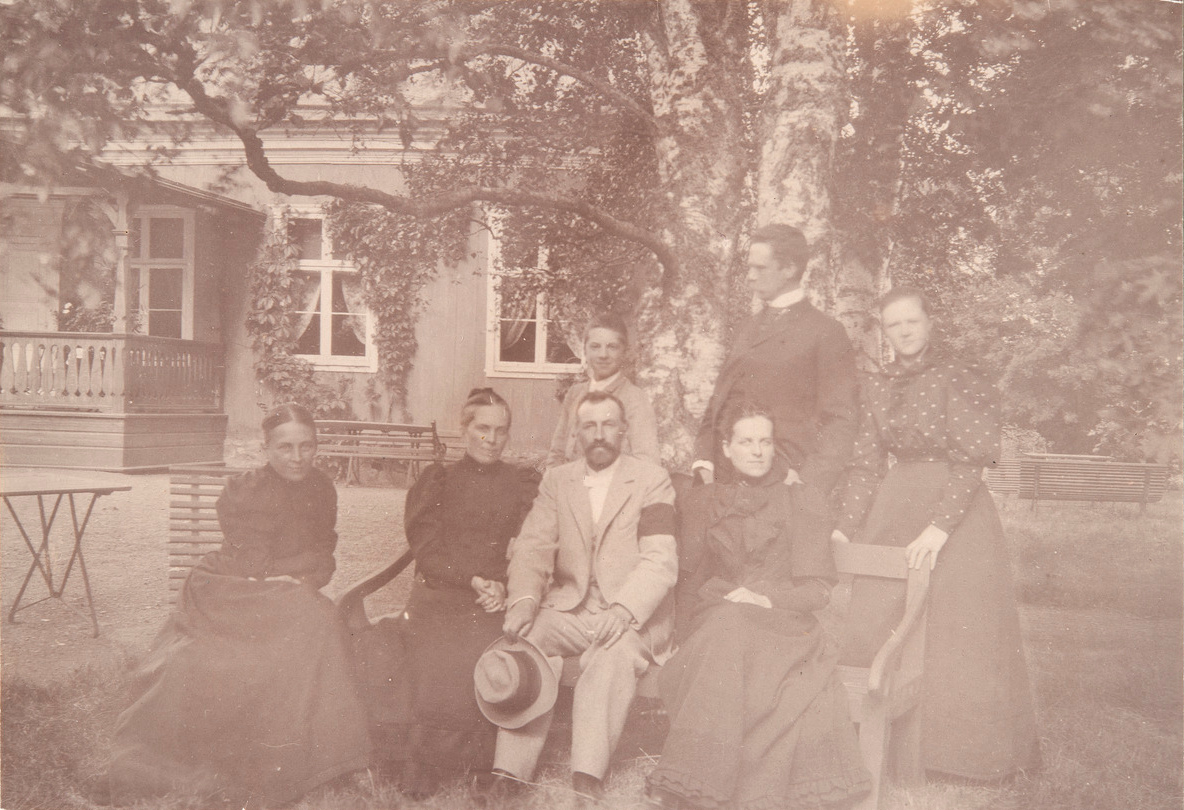
Familjen Cedercreutz på Kjuloholm.

- Familjen Cedercreutz på Kjuloholm.Jonas Folkern, adlad Cedercreutz (1661–1727), lagman, landshövding
- Herman Cedercreutz (1684–1754), född Tersmeden, ambassadör, riksråd, greve
- Axel Wilhelm Cedercreutz (1708–1737), äventyrare
- Charlotta Cedercreutz (1736–1815), svensk konstnär och hovdam
- Johan Axel Cedercreutz (1801–1863), finländsk generalmajor och guvernör
- Nanny Cedercreutz (1866–1950), finländsk författare
- Axel Cedercreutz (1873–1946), finländsk hudläkare professor
- Emil Cedercreutz (1879–1949), finländsk skulptör och silhuettklippare
- Claës Cedercreutz (1917–1991), finländsk kirurg
- Camilla Cedercreutz (född 1993), finländsk seglare